# 김만준
김만준은 대한민국의 남성 솔로 가수이다. 대표곡으로는 〈모모〉가 있다.

## 참조
1. ↑  네이버 뮤직. “김만준”. 2013년 8월 10일에 확인함.
2. ↑  네이버 뮤직. “김만준”. 2013년 8월 10일에 확인함.
3. ↑  “김만준 - '모모 ' [콘서트7080, 2005] | Kim Man-jun”. 《Again 가요톱10 : KBS KPOP Classic》. 유튜브. 2020년 5월 10일. 2025년 5월 17일에 확인함.